# Todan
Todan è un comune dell'Azerbaigian situato nel distretto di Goranboy. Conta una popolazione di 921 abitanti.